# Finkenbude
Die Finkenbude war eine Gaststätte in der Stadt Altona, die für ihr zwielichtiges Publikum berüchtigt war. Das Lokal befand sich in der Finkenstraße 13 nahe dem Nobistor und war eine sogenannte „Penne“, was bedeutete, dass hier zu geringen Preisen Übernachtungsmöglichkeiten minderer Qualität geboten wurden.

## Name, Lage und Lokalität
Dass der Besitzer, ein gewisser A. Stuhlmann, die Finkenbude nach der Straße, in der sie lag, benannt hatte, scheint naheliegend, ist aber nicht gesichert. Mit dem Begriff „Finken“ bezeichnete man im Rotwelsch Gauner, auf dem sogenannten „Finkenstrich“ arbeiteten männliche Prostituierte und das Entgelt für käufliche Liebe hieß in Hamburg bereits im Mittelalter „Finkengeld“. Die zwielichtige Bedeutung des Wortes bezeugte auch der Vers:
Die Finken schlagen
 Der Krach ist da
 Und keiner kann sagen
 Wie es geschah
 Die Finkenbude wurde regelmäßig von der Polizei durchsucht. Von außen machte die Gaststätte den Eindruck eines Lagerraums, innen befanden sich zwar wenige Tische und Bänke, aber keine Stühle. Logiergäste konnten in einem Hinterraum übernachten. Die Finkenbude wurde wahrscheinlich Mitte der 1930er Jahre geschlossen und am 15. Dezember 1936 abgebrochen.

## Kulturelle Rezeption
Kurt Tucholsky beschrieb unter seinem Pseudonym „Peter Panter“ in der Vossischen Zeitung einen Besuch in der Finkenbude im Jahr 1927:

„In der ‚Finkenbude‘ (Finkenstraße) war, als wir eintraten, jener schnelle kühle Luftzug durch das Lokal geflitzt, der immer hindurchzuziehen pflegt, wenn Leute eintreten, die da nichts zu suchen haben – telepathisch geht ein unhörbares Klingelzeichen durch den Raum ‚Achtung! Polente!‘ Und dann sehen die Leute so unbefangen drein, und die Kartenspieler spielen so eifrig und so harmlos und alle sind so beschäftigt ...“

Hans Leip verglich in seinem 1958 veröffentlichten Bordbuch des Satans, einer Geschichte der Piraterie, die Zustände im von versprengten Piraten geprägten Nassau zu Beginn des 18. Jahrhunderts mit der Finkenbude, in der die implizit geringe behördliche Kontrolle sogar noch erheblicher gewesen sei als in der Stadt auf New Providence.